# Wingas
Wingas GmbH — газораспределительная компания, расположенная в Германии. Является дочерней компанией «Газпрома», акции которой принадлежали W&G Beteilligungs-GmbH & Co. KG.
Wingas была основана в 1993 году дочерней компанией BASF Wintershall и Газпром. С 25 октября 2007 года Wintershall владела 50 % плюс одна акция, тогда как акции Газпрома составляют 50 % минус одна акция. В декабре 2013 года Wintershall и «Газпром» договорились об обмене активами, в результате чего Wingas стала 100-процентной дочерней компанией «Газпрома». BASF и «Газпром» завершили обмен активами к 30 30 сентября 2015 г.
С 14 ноября 2022 г. находится в полной государственной собственности Германии, равно как и материнская компания SEFE (в прошлом Gazprom Germania).
Wingas работает в Германии, Бельгии, Дании, Франции, Великобритании, Австрии, Нидерландах и Чехии. В Германии она занимает 20 % рынка.